# Битва под Охматовом (1644)
Битва под Охматовом произошла 30 января 1644 года. Великий коронный гетман Станислав Конецпольский, а также князь Ярема Вишневецкий разбили в ней преобладающие силы крымских татар Тугай-бея. Остатки беглецов разбил комиссар Войска Запорожского Миколай Зацвилиховский у реки Синюхи.
Татары потеряли под Охматовым около 4 тыс. человек.
Эта битва — один из немногочисленных примеров, когда удалось разбить татар до того, как орда распустит чамбулы (летучие отряды) по стране, разоряя все вокруг и угоняя ясырь.

## Вступление
Когда до гетмана Станислава Конецпольского пришли известия о походе, который готовился ханом Мехмедом IV Гиреем на Речь Посполитую, он разместил имевшиеся в его распоряжении войска (около 19 000 квартированного войска, войска казаков и частные отряды, 24 пушки) таким образом, чтобы перекрыть все возможные пути похода татарской орды. Войска были размещены двумя эшелонами. В первом эшелоне оказались хоругви лёгкой конницы, которые патрулировали границы государства. Хоругви Станислава Кречовского патрулировали пространство от Запорожья реки Ингулец, хоругви Забужского стерегли просторы за порогами Днепра, зато хоругви Олдаковского занимались районом возле реки Тилигул под Очаковом. Второй эшелон стоял на обычных татарских путях, примерно в 100 км от первого эшелоном, был разделён на три дивизии. Первая дивизия, которой командовал сам гетман Станислав Конецпольский, стала в Баре и Виннице. Вторая дивизия под командованием коронного стражника Яна Одживольского встала в Бузовке, зато третья под предводительством князя Яремы Вишневецкого стояла на Заднепрянщине. Когда Станислав Конецпольский узнал, что Тугай-бей идёт Кучманским шляхом (или ближним Чёрным шляхом), он дал приказ сконцентрировать все войска вокруг расположения гетманской дивизии. Дивизия Яремы Вишневецкого стала в Корсуне (около 80 км от дивизии Яна Одживольского), зато гетманская дивизия заняла позиции в Ставище. Когда оказалось, что татарская орда направляется в направлении Охматова, польское командование решило сконцентрировать свои силы там.
После соединения с дивизией Яна Одживольского гетман занял удобную оборонительную позицию, которая давала возможность успешного сопротивления даже в окружении. Войска были выстроены по обеим сторонам в четыре эшелона. В первом стал авангард Яна Одживольского, во втором — большинство конницы в двух линиях, в третьем — лагеря с пехотой, а в четвёртом — хоругви казацкие и драгунские. Все построения (кроме авангарда Одживольского) имели форму четырёхугольника. Тугай-бей, который имел с собой около 20 000 татар, разбил лагерь к юго-востоку от Охматова, защищённый по бокам прудами и рекой Горный Тикич.

## Битва
Поскольку Станислав Конецпольский не отваживался атаковать татар до подхода дивизии Яремы Вишневецкого, битву начали татары. Для охраны дамбы между прудами Тугай-бей переправил через реку Горный Тикич 6000 конницы; её отбил авангард Яна Одживольского. После этого гетман занял дамбу. В это время подошёл Ярема Вишневецкий, занял позиции на польском левом крыле. Стремясь отрезать татарам путь отступления, Вишневецкий бросил на них свое войско по льду. Татары увидели, что польская конница смешалась на узкой дамбе, и решили использовать этот момент для выхода из боя. Татарское отступление должен был прикрывать арьергард силой в 4 000 ордынцев, однако он был быстро разбит атакой гусар. Все польские силы бросились в погоню за бегущим врагом. В Кищенцах тяжёлая конница остановилась, и дальнейшую погоню вела уже только лёгкая конница силой 5000 сабель, которые возглавил комиссар Войска Запорожского Миколай Зацвилиховский. Казаки догнали бегущее войско Тугай-бея во время переправы через реку Синюху и частично его разбили.